# Rue Bois-l'Évêque
La rue Bois-l'Évêque est une rue liégeoise du quartier du Laveu qui va de la rue des Éburons au boulevard Gustave Kleyer.

## Situation et description
Cette artère se situe dans la partie sud du quartier du Laveu. Longue d'environ 620 m, cette rue s'élève vers les hauteurs de la ville et le quartier de Cointe au niveau du boulevard Gustave Kleyer. La rue compte environ 130 habitations.

## Odonymie
Bois-l'Évêque était jadis un hameau entouré par une zone boisée (Bois d'Avroy) qui appartenait au prince-évêque de Liège. Ce bois est toujours visible aux alentours de la rue et de part et d'autre du boulevard Gustave Kleyer (parc communal de Cointe).

## Architecture
Quatre immeubles d'époques et de styles différents sont repris à l'inventaire du patrimoine culturel immobilier de la Wallonie.
- Au no 11, un immeuble de style Art déco a été réalisé par l'architecte Urbain Roloux dans les années 1930. La façade joue sur les volumes avec un retrait (porte d'entrée) et une saillie (balconnet à base triangulaire sur console ouvragée) et possède, sous la corniche, une longue frise décorative en béton peint de couleur jaune[1].
- L'immeuble sis au no 31, de style éclectique possède deux dessins à motifs végétaux et blasons réalisés en mosaïques et placés au tympan des baies vitrées du rez-de-chaussée. Il a été bâti au début du XXe siècle d'après les plans de l'architecte L. Piron[2].
- Au no 93, une maison de maître de style néo-classique a été construite vers le milieu du XIXe siècle.
- La maison la plus ancienne de la rue, datée à l'intérieur de 1679, se trouve au no 107. Si la façade peinte en blanc ne conserve pas beaucoup de traces du passé, l'arrière de la maison montre des caractéristiques plus anciennes au niveau des encadrements des baies[3].

L'immeuble sis au no 10 possède un sgraffite semi-circulaire représentant un moulin à vent.

## Voies adjacentes
- Rue des Éburons
- Avenue de l'Observatoire
- Rue de Joie
- Rue Henri Koch
- Rue des Acacias
- Boulevard Gustave Kleyer
- Rue des Bruyères